# Primera División de fútbol sala 2017-18
La temporada 2017-18 de Primera División de fútbol sala es la 29.ª edición de la máxima competición de la Liga Nacional de Fútbol Sala de España.
El Movistar Inter se proclamó campeón al derrotar al FC Barcelona en el quinto partido por 2 goles a 1.

## Equipos participantes
| Club                       | Ciudad                     | Pabellón                      | Capacidad | Comunidad Autónoma   |
| -------------------------- | -------------------------- | ----------------------------- | --------- | -------------------- |
| Jaén Paraíso Interior      | Jaén                       | La Salobreja                  | 1.500     | Andalucía            |
| D-Link Zaragoza            | Zaragoza                   | Siglo XXI                     | 2.900     | Aragón               |
| Gran Canaria FS            | Las Palmas de Gran Canaria | Centro Insular de Deportes    | 4.500     | Canarias             |
| Naturpellet Segovia        | Segovia                    | Pedro Delgado                 | 2.040     | Castilla y León      |
| FC Barcelona Lassa         | Barcelona                  | Palau Blaugrana               | 7.585     | Cataluña             |
| CatGas E. Santa Coloma     | Santa Coloma de Gramanet   | Pavelló Nou                   | 2.400     | Cataluña             |
| Peñiscola FS Rehabmedic    | Peñiscola                  | Municipal de Peñíscola        | 1.200     | Comunidad Valenciana |
| Levante UD DM              | Valencia                   | El Cabanyal                   | 1.300     | Comunidad Valenciana |
| O Parrulo FS               | Ferrol                     | A Malata                      | 4.000     | Galicia              |
| Santiago Futsal            | Santiago de Compostela     | Fontes do Sar                 | 5.095     | Galicia              |
| Palma Futsal               | Palma de Mallorca          | Son Moix                      | 3.800     | Islas Baleares       |
| Movistar Inter             | Torrejón de Ardoz          | Jorge Garbajosa               | 2.800     | Comunidad de Madrid  |
| ElPozo Murcia              | Murcia                     | Palacio de Deportes de Murcia | 7.500     | Región de Murcia     |
| P. Romero Cartagena        | Cartagena                  | Wssell de Guimbarda           | 2.500     | Región de Murcia     |
| Osasuna Magna              | Pamplona                   | Anaitasuna                    | 3.000     | Navarra              |
| Aspil Vidal Ribera Navarra | Tudela                     | Ciudad de Tudela              | 1.200     | Navarra              |

## Equipos por comunidad autónoma
| Comunidad autónoma   | N.º | Equipos                                     |
| -------------------- | --- | ------------------------------------------- |
| Cataluña             | 2   | FC Barcelona Lassa, CatGas E. Santa Coloma. |
| Comunidad Valenciana | 2   | Peñiscola FS Rehabmedic Levante UD.         |
| Galicia              | 2   | O Parrulo FS Santiago Futsal.               |
| Región de Murcia     | 2   | ElPozo Murcia P. Romero Cartagena.          |
| Navarra              | 2   | Osasuna Magna Aspil Vidal Ribera Navarra.   |
| Andalucía            | 1   | Jaén Paraíso Interior.                      |
| Aragón               | 1   | Ríos Ren. Zaragoza.                         |
| Canarias             | 1   | Gran Canaria FS.                            |
| Castilla y León      | 1   | Naturpellet Segovia.                        |
| Islas Baleares       | 1   | Palma Futsal.                               |
| Comunidad de Madrid  | 1   | Movistar Inter.                             |

## Liga regular

### Clasificación
|                                                       |     | Equipos de fútbol      | Pts | PJ | G  | E | P  | GF  | GC  | Dif  |
| ----------------------------------------------------- | --- | ---------------------- | --- | -- | -- | - | -- | --- | --- | ---- |
|                                                       | 1.  | Movistar Inter         | 71  | 30 | 22 | 5 | 3  | 137 | 64  | +73  |
|                                                       | 2.  | FC Barcelona Lassa     | 70  | 30 | 22 | 4 | 4  | 149 | 66  | +83  |
|                                                       | 3.  | ElPozo Murcia          | 68  | 30 | 21 | 5 | 4  | 131 | 70  | +61  |
|                                                       | 4.  | Jaén Paraíso Interior  | 64  | 30 | 20 | 4 | 6  | 119 | 69  | +50  |
|                                                       | 5.  | CA Osasuna Magna       | 62  | 30 | 19 | 5 | 6  | 123 | 88  | +35  |
|                                                       | 6.  | Palma Futsal           | 46  | 30 | 13 | 7 | 10 | 94  | 77  | +17  |
|                                                       | 7.  | Ríos R. Zaragoza       | 45  | 30 | 13 | 6 | 11 | 96  | 110 | -14  |
|                                                       | 8.  | Aspil Vidal R. Navarra | 40  | 30 | 11 | 7 | 12 | 80  | 91  | -11  |
|                                                       | 9.  | P. Romero Cartagena    | 39  | 30 | 11 | 6 | 13 | 107 | 111 | -4   |
|                                                       | 10. | Levante UD DM          | 31  | 30 | 8  | 7 | 15 | 104 | 111 | -7   |
|                                                       | 11. | Naturpellet Segovia    | 31  | 30 | 8  | 7 | 15 | 94  | 142 | -48  |
|                                                       | 12. | Catgas Energía         | 29  | 30 | 8  | 5 | 17 | 90  | 108 | -18  |
|                                                       | 13. | Peñíscola RehabMedic   | 26  | 30 | 6  | 8 | 16 | 67  | 92  | -25  |
|                                                       | 14. | O Parrulo Ferrol       | 24  | 30 | 6  | 6 | 18 | 80  | 116 | -36  |
|                                                       | 15. | Santiago Futsal        | 19  | 30 | 4  | 7 | 19 | 84  | 121 | -37  |
|                                                       | 16. | Gran Canaria FS        | 10  | 30 | 3  | 1 | 26 | 66  | 185 | -119 |
| Última actualización: 31 de marzo de 2018Fuente: LNFS |     |                        |     |    |    |   |    |     |     |      |

Pts = Puntos; PJ = Partidos Jugados; G = Partidos Ganados; E = Partidos Empatados; P = Partidos Perdidos; GF = Goles Anotados; GC = Goles Recibidos; Dif = Diferencia de gol
|  | Clasificado para la fase final por el título |
|  | Descendido a Segunda División                |

## Play-off por el título[2]
|  | Cuartos de final       | Cuartos de final | Cuartos de final      | Cuartos de final |   |                    | Semifinales | Semifinales | Semifinales | Semifinales |  |                | Final | Final | Final | Final | Final | Final |  |
|  |                        |                  |                       |                  |   |                    |             |             |             |             |  |                |       |       |       |       |       |       |  |
|  |                        |                  |                       |                  |   |                    |             |             |             |             |  |                |       |       |       |       |       |       |  |
|  | Movistar Inter         | 4                | 3                     | -                |   |                    |             |             |             |             |  |                |       |       |       |       |       |       |  |
|  | Movistar Inter         | 4                | 3                     | -                |   |                    |             |             |             |             |  |                |       |       |       |       |       |       |  |
|  | Aspil Vidal R. Navarra | 2                | 2                     | -                |   |                    |             |             |             |             |  |                |       |       |       |       |       |       |  |
|  | Aspil Vidal R. Navarra | 2                | 2                     | -                |   | Movistar Inter     | 6           | 5           | -           |             |  |                |       |       |       |       |       |       |  |
|  |                        |                  |                       |                  |   | Movistar Inter     | 6           | 5           | -           |             |  |                |       |       |       |       |       |       |  |
|  |                        |                  | Jaén Paraíso Interior | 1                | 3 | -                  |             |             |             |             |  |                |       |       |       |       |       |       |  |
|  | Jaén Paraíso Interior  | 2                | Jaén Paraíso Interior | 1                | 3 | -                  | 6           | 2           |             |             |  |                |       |       |       |       |       |       |  |
|  | Jaén Paraíso Interior  | 2                |                       |                  |   |                    |             |             |             |             |  |                |       |       |       |       |       |       |  |
|  | CA Osasuna Magna       | 4                | 3                     | 1                |   |                    |             |             |             |             |  |                |       |       |       |       |       |       |  |
|  | CA Osasuna Magna       | 4                | 3                     | 1                |   |                    |             |             |             |             |  | Movistar Inter | 4     | 4     | 2     | 3 (1) | 1 (3) |       |  |
|  |                        |                  |                       |                  |   |                    |             |             |             |             |  | Movistar Inter | 4     | 4     | 2     | 3 (1) | 1 (3) |       |  |
|  |                        |                  | FC Barcelona Lassa    | 2                | 2 | 3                  | 3(3)        | 1(1)        |             |             |  |                |       |       |       |       |       |       |  |
|  | FC Barcelona Lassa     | 4                | FC Barcelona Lassa    | 2                | 2 | 3                  | 3(3)        | 1(1)        | 4           | -           |  |                |       |       |       |       |       |       |  |
|  | FC Barcelona Lassa     | 4                |                       |                  |   |                    |             |             | 4           | -           |  |                |       |       |       |       |       |       |  |
|  | Ríos R. Zaragoza       | 1                | 1                     | -                |   |                    |             |             |             |             |  |                |       |       |       |       |       |       |  |
|  | Ríos R. Zaragoza       | 1                | 1                     | -                |   | FC Barcelona Lassa | 3           | 4           | -           |             |  |                |       |       |       |       |       |       |  |
|  |                        |                  |                       |                  |   | FC Barcelona Lassa | 3           | 4           | -           |             |  |                |       |       |       |       |       |       |  |
|  |                        |                  | ElPozo Murcia         | 2                | 2 | -                  |             |             |             |             |  |                |       |       |       |       |       |       |  |
|  | ElPozo Murcia          | 4                | ElPozo Murcia         | 2                | 2 | -                  | 3           | -           |             |             |  |                |       |       |       |       |       |       |  |
|  | ElPozo Murcia          | 4                |                       |                  |   |                    |             |             |             |             |  |                |       |       |       |       |       |       |  |
|  | Palma Futsal           | 3                | 2                     | -                |   |                    |             |             |             |             |  |                |       |       |       |       |       |       |  |
|  | Palma Futsal           | 3                | 2                     | -                |   |                    |             |             |             |             |  |                |       |       |       |       |       |       |  |
|  |                        |                  |                       |                  |   |                    |             |             |             |             |  |                |       |       |       |       |       |       |  |